# Boa União de Itabirinha
Boa União de Itabirinha é um distrito do município brasileiro de Itabirinha, no interior do estado de Minas Gerais. Segundo o censo demográfico de 2022, realizado pelo Instituto Brasileiro de Geografia e Estatística (IBGE), sua população era de 1 414 habitantes e havia 562 domicílios particulares permanentes ocupados. Possui área de 35,38 km² conforme a Fundação João Pinheiro (FJP). Foi criado pela lei estadual nº 8.285 de 8 de outubro de 1982.
De acordo com o IBGE, em 2010 a população era de 1 747 habitantes e havia 672 domicílios particulares.